# Donja Mahala (Mostar, BiH)
Donja Mahala je bivše samostalno naselje s područja današnje općine Mostar, Federacija BiH, BiH.

## Povijest
Za vrijeme socijalističke BiH ovo je naselje pripojeno naselju Mostar.